# Leni Junker
Leni Junker, född 8 december 1905 i Kassel i Hessen, död 9 februari 1997 i Wilhelmshaven i Niedersachsen, var en tysk friidrottare.
Junker blev olympisk bronsmedaljör på 4 x 100 meter (med Junker, Anni Holdmann, Leni Schmidt och Rosa Kellner) vid sommarspelen 1928 i Amsterdam.